# John Donnelly
John Henry Donnelly (19. marts 1905 – 19. august 1986) var en canadisk roer som deltog i de olympiske lege 1928 i Amsterdam.
Donnelly vandt en bronzemedalje i roning under Sommer-OL 1928 i Amsterdam. Han var styrmand på den canadiske båd som kom på en tredjeplads i otter med styrmand efter USA og Storbritannien.
Roerne på den canadiske otter var Frederick Hedges, Frank Fiddes, Herbert Richardson, Jack Murdoch, Athol Meech, Edgar Norris, William Ross og John Hand.